# Picilorex
Picilorex (INN; tên thương hiệu Roxenan) là một chất chống biếng ăn mà không còn được bán trên thị trường. Đây là chất ức chế tái hấp thu monoamin.